# Magazine Luiza
Magazine Luiza er en brasiliansk detailhandelsvirksomhed med hovedkvarter i São Paulo. De har i alt 1.481 butikker i Brasilien.